# 摩纳哥方言
摩纳哥方言（munegascu，發音：[muneˈɡasku]，發音：[mɔneɡask] ⓘ）属于罗曼语族利古里亞語的分支，通行于摩纳哥公国。
摩纳哥人也使用法语，因此20世纪70年代时摩纳哥方言曾濒临消亡。但后来由于摩纳哥的学校开始教授摩纳哥方言，该语言才得以流传下来。